# Торговое мореплавание

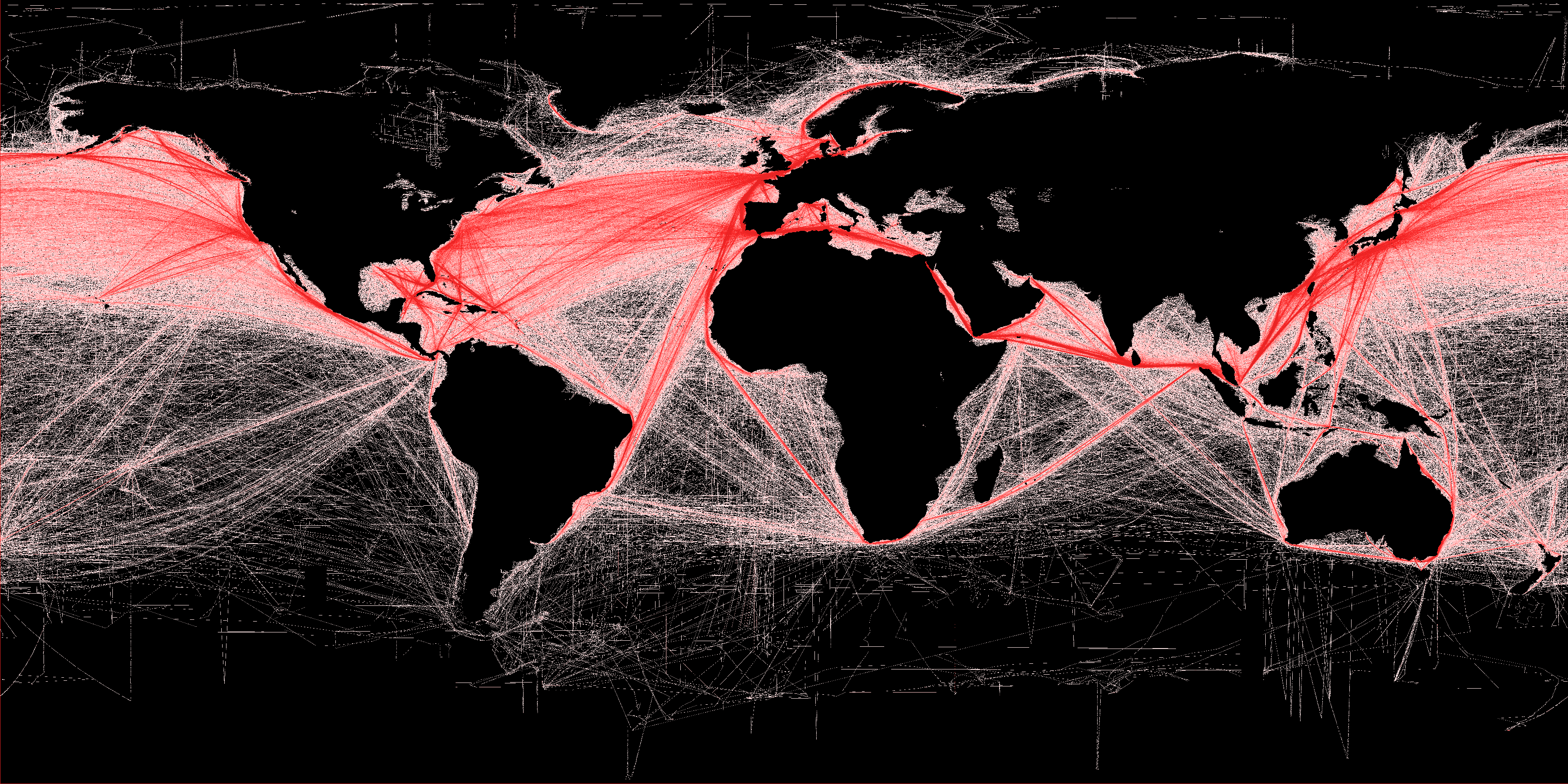
Интенсивность торгового мореплавания в мировом океане.

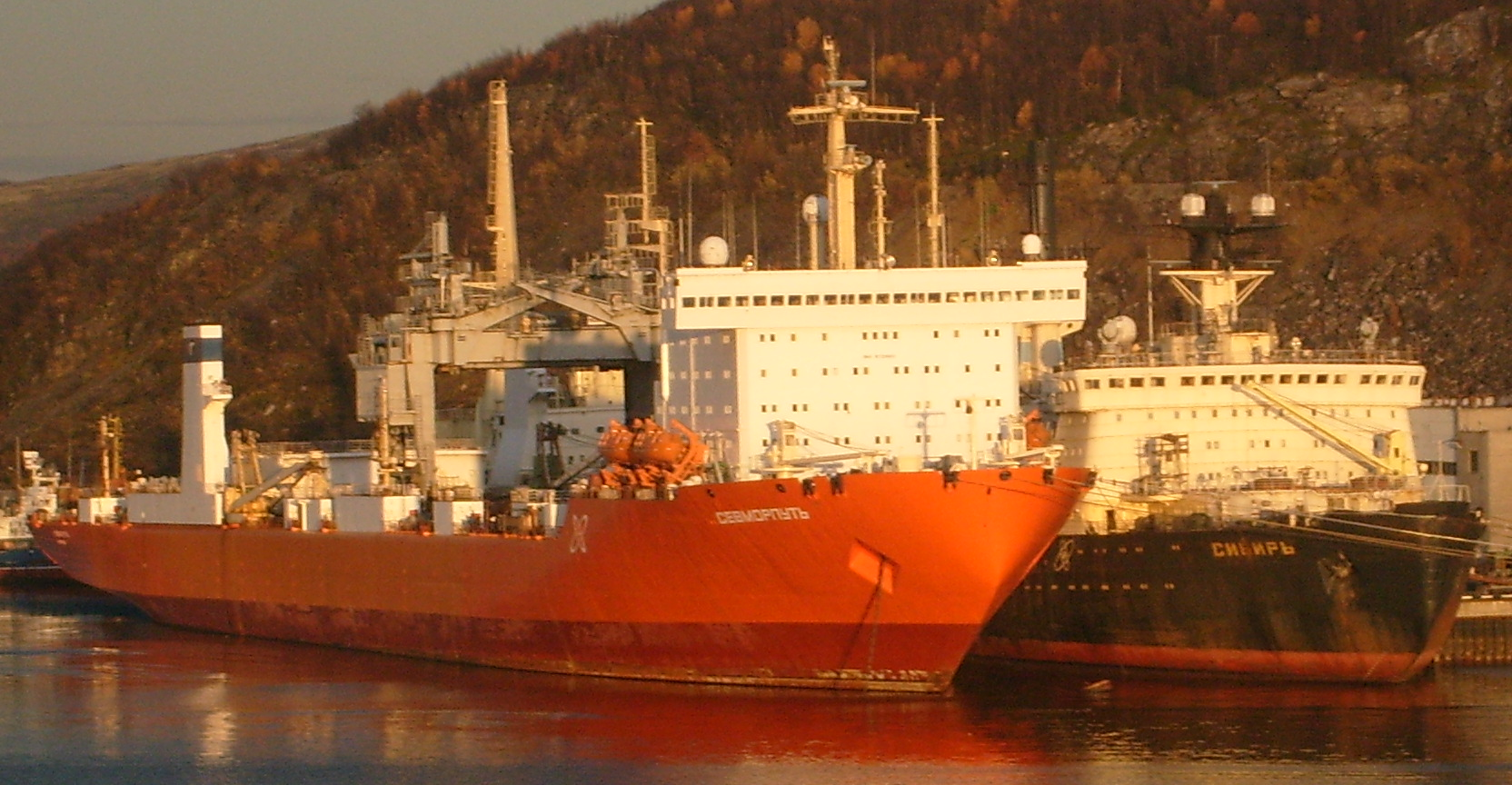
Суда атомного флота: лихтеровоз «Севморпуть» и ледокол «Сибирь»

Торговое мореплавание — деятельность, связанная с использованием морских судов для коммерческих, хозяйственных, научных и других целей   . 
Торговое мореплавание можно рассматривать с технической и экономической точки зрения. В первом случае — это технический процесс, агентами которого служат море и суда, а конечной целью транспорт по воде грузов и людей. Во втором случае — это экономический процесс, имеющий целью производство транспортных услуг.
В некоторых источниках применяется словосочетание Торговое мореходство.

## История
В связи с развитием цивилизаций появился флот, то есть появилось судоходство — плавание судов по рекам, озёрам, морям и тому подобное. 
Флот на начало XX столетия делился на военный флот и флот коммерческий или торговый. В свою очередь коммерческий или торговый флот, делился на морской и речной, паровой и парусный, флот дальнего плавания, каботажный или береговой. Позднее с его развитием и специализацией стали применять и другие словосочетания, в том числе и Водный транспорт, Торговое мореплавание и так далее и тому подобное.
Для содействия развитию русского торгового судоходства, в 1898 году, был учреждён при Министерстве финансов Отдел торгового мореплавания, преобразованный 1902 году в Главное управление торгового мореплавания и портов, с образованием 1905 году Министерства торговли, вошедшее в состав этого министерства. 
На начало XX столетия, по численности торгового (коммерческого) флота первое место принадлежало Англии и Северо-Американским Соединённым Штатам, затем Французской республике, Германской империи, Итальянскому королевству и Российской империи.

## Содержание торгового мореплавания
Сфера торгового мореплавания охватывает следующие виды деятельности с применением морских судов :
- Перевозка грузов, пассажиров и их багажа;
- Рыболовство;
- Разведка и разработка минеральных и других неживых ресурсов морского дна и его недр;
- Лоцманская и ледокольная проводка;
- Поисковые, спасательные и буксирные операции;
- Подъём затонувшего в море имущества;
- Гидротехнические, подводно-технические и других подобные работы;
- Санитарный, карантинный и другой контроль;
- Защита и сохранение морской среды;
- Проведение морских научных исследований;
- Деятельность, преследующая учебные, спортивные и культурные цели;
- Иная деятельность.

## Международные соглашения о торговом мореплавании
В основе международных соглашений, регламентирующих торговое мореплавание, лежат так называемые Гаагские правила, принятые в 1921 году на конференции в Гааге. Позднее в них были внесены изменения и в настоящее время они известны как правила Гаага-Висби. Подавляющее большинство стран мира применяют Гаагские правила и правила Гаага-Висби. Наряду с этим применяются Гамбургские правила и Конвенция ООН по морской перевозке грузов 1978 года)  